# Copa Rio de 2014
A Copa Rio de Profissionais de  2014 foi a 19ª edição da Copa Rio, competição organizada pela Federação de Futebol do Estado do Rio de Janeiro. O torneio seguiu o mesmo regulamento da edição de 2013 e deu, ao campeão, o direito de escolha entre uma vaga na Copa do Brasil de 2015 ou no Campeonato Brasileiro da Série D de 2015. O vice-campeão ficou com a vaga restante.

## Regulamento
- Na primeira e segunda fase, as equipes jogam dentro do próprio grupo em turno e returno, passando os dois melhores colocados
- Nas semifinais, o 1º de um grupo enfrenta o 2º do outro em dois jogos. Terá o direito de escolha do mando de campo da primeira ou segunda partida, a equipe que tiver o melhor índice técnico, somando as duas fases anteriores. Em caso de empate, ao final dos dois jogos, a decisão na vaga da final será nos pênaltis.
- As vencedoras das semifinais fazem a final, seguindo os critérios de mando de campo e de empate das semifinais. O campeão escolhe entre disputar a Copa do Brasil de 2015 ou a Série D de 2015.

## Participantes
| Equipe          | Cidade             | Em 2013      | Estádio (mando)     | Capacidade | Títulos (último) | Forma de classificação     |
| --------------- | ------------------ | ------------ | ------------------- | ---------- | ---------------- | -------------------------- |
| America         | Rio de Janeiro     | 8º           | Giulite Coutinho    | 16 000     | 0                | 3º da Série B de 2013      |
| Audax Rio       | São João de Meriti | 6º           | Sendolândia         | 1 000      | 1 (2010)         | 7º da Série A de 2013      |
| Bangu           | Rio de Janeiro     | 4º           | Moça Bonita         | 9 564      | 0                | 11º da Série A de 2013     |
| Barra da Tijuca | Rio de Janeiro     | 18º          | Mestre Telê Santana | 2 000      | 0                | 18º da Copa Rio de 2013[a] |
| Boavista-RJ     | Saquarema          | 2º           | Elcyr Resende       | 6 000      | 0                | 6º da Série A de 2013      |
| Bonsucesso      | Rio de Janeiro     | 14º          | Leônidas da Silva   | 13 000     | 0                | 2º da Série B de 2013      |
| Campo Grande    | Rio de Janeiro     | não disputou | Ítalo del Cima      | 18 000     | 0                | 14º da Série C de 2013[b]  |
| Ceres           | Rio de Janeiro     | 20º          | João Francisco      | 3 000      | 0                | 16º da Série B de 2013[c]  |
| Duque de Caxias | Duque de Caxias    | 1º           | Marrentão           | 7 000      | 1 (2013)         | 13º da Série A de 2013     |
| Duquecaxiense   | Duque de Caxias    | não disputou | Mestre Telê Santana | 2 000      | 1 (1997)         | 9º da Série C de 2013[d]   |
| Friburguense    | Nova Friburgo      | 11º          | Eduardo Guinle      | 6 550      | 0                | 9º da Série A de 2013      |
| Macaé           | Macaé              | 15º          | Moarcyzão           | 16 000     | 0                | 12º da Série A de 2013     |
| Madureira       | Rio de Janeiro     | 5º           | Conselheiro Galvão  | 5 062      | 1 (2011)         | 8º da Série A de 2013      |
| Nova Iguaçu     | Nova Iguaçu        | 13º          | Laranjão            | 1 810      | 2 (2012)         | 14º da Série A de 2013     |
| Queimados FC    | Queimados          | não disputou | Nivaldo Pereira     | 1 000      | 0                | 3º da Série C de 2013      |
| Resende         | Resende            | 10º          | Trabalhador         | 4 600      | 0                | 5º da Série A de 2013      |
| Volta Redonda   | Volta Redonda      | 3º           | Raulino de Oliveira | 20 255     | 4 (2007)         | 10º da Série A de 2013     |

a. ^  O Barra da Tijuca ficou com a vaga do campeão da Copa Rio do ano anterior, já que, pela ordem de classificação, Duque de Caxias, Boavista-RJ, Volta Redonda, Bangu, Madureira, Audax Rio, Olaria, America, Goytacaz, Resende, Friburguense, Nova Iguaçu, Bonsucesso e Macaé já tinham suas vagas asseguradas pelo Campeonato Carioca e Sampaio Corrêa-RJ e Quissamã não confirmaram a participação.
b. ^  O Campo Grande ficou com a vaga do vice-campeão da Série C do Carioca (2C), já que, pela ordem de classificação, Miguel Couto, São Gonçalo FC, Arraial do Cabo, União Central e Esprof não confirmaram a participação.
c. ^  O Ceres ficou com a vaga da Cabofriense (1B), que garantiu a vaga na Copa do Brasil de 2015, pela quarta colocação do Campeonato Carioca em 2014.
d. ^  O Duquecaxiense ficou com a vaga do campeão da Série C do Carioca (1C), já que, pela ordem de classificação, São Gonçalo EC, Mangaratibense, São Pedro, Barcelona-RJ e Serrano não confirmaram a participação.

## Primeira fase

### Grupo A
| Pos | Equipe        | Pts | J | V | E | D | GP | GC | SG  |
| --- | ------------- | --- | - | - | - | - | -- | -- | --- |
| 1   | Volta Redonda | 17  | 8 | 5 | 2 | 1 | 13 | 10 | +3  |
| 2   | America       | 14  | 8 | 4 | 2 | 2 | 18 | 6  | +12 |
| 3   | Audax Rio     | 13  | 8 | 4 | 1 | 3 | 14 | 10 | +4  |
| 4   | Nova Iguaçu   | 12  | 8 | 3 | 3 | 2 | 9  | 9  | 0   |
| 5   | Duquecaxiense | 0   | 8 | 0 | 0 | 8 | 3  | 22 | –19 |

|               | AME | AUD | DSE | NOV | VOL |
| ------------- | --- | --- | --- | --- | --- |
| America       | –   | 2–0 | 3–0 | 1–1 | 5–0 |
| Audax Rio     | 3–1 | –   | 4–0 | 1–2 | 0–3 |
| Duquecaxiense | 0–5 | 0–1 | –   | 1–2 | 1–2 |
| Nova Iguaçu   | 1–1 | 0–3 | 2–0 | –   | 0–0 |
| Volta Redonda | 1–0 | 2–2 | 3–1 | 2–1 | –   |

### Grupo B
| Pos | Equipe       | Pts | J | V | E | D | GP | GC | SG |
| --- | ------------ | --- | - | - | - | - | -- | -- | -- |
| 1   | Bangu        | 11  | 6 | 3 | 2 | 1 | 10 | 5  | +5 |
| 2   | Boavista-RJ  | 10  | 6 | 3 | 1 | 2 | 13 | 7  | +6 |
| 3   | Ceres        | 8   | 6 | 2 | 2 | 2 | 4  | 6  | –2 |
| 4   | Queimados FC | 4   | 6 | 1 | 1 | 4 | 3  | 12 | –9 |

|              | BAN | BOA | CER | QUE |
| ------------ | --- | --- | --- | --- |
| Bangu        | –   | 3–3 | 4–0 | 1–0 |
| Boavista-RJ  | 1–2 | –   | 0–1 | 6–0 |
| Ceres        | 0–0 | 0–1 | –   | 1–1 |
| Queimados FC | 1–0 | 1–2 | 0–2 | –   |

### Grupo C
| Pos | Equipe          | Pts | J | V | E | D | GP | GC | SG  |
| --- | --------------- | --- | - | - | - | - | -- | -- | --- |
| 1   | Macaé           | 13  | 6 | 4 | 1 | 1 | 13 | 4  | +9  |
| 2   | Madureira       | 11  | 6 | 3 | 2 | 1 | 11 | 6  | +5  |
| 3   | Barra da Tijuca | 7   | 6 | 2 | 1 | 3 | 8  | 11 | –3  |
| 4   | Campo Grande    | 3   | 6 | 1 | 0 | 5 | 5  | 16 | –11 |

|                 | BTJ | CGR | MAC | MAD |
| --------------- | --- | --- | --- | --- |
| Barra da Tijuca | –   | 2–1 | 0–1 | 0–2 |
| Campo Grande    | 0–3 | –   | 2–0 | 0–2 |
| Macaé           | 4–0 | 6–1 | –   | 2–1 |
| Madureira       | 3–3 | 3–1 | 0–0 | –   |

### Grupo D
| Pos | Equipe          | Pts | J | V | E | D | GP | GC | SG |
| --- | --------------- | --- | - | - | - | - | -- | -- | -- |
| 1   | Resende         | 12  | 6 | 3 | 3 | 0 | 8  | 3  | +5 |
| 2   | Friburguense    | 9   | 6 | 2 | 3 | 1 | 5  | 4  | +1 |
| 3   | Bonsucesso      | 7   | 6 | 2 | 1 | 3 | 5  | 6  | –1 |
| 4   | Duque de Caxias | 3   | 6 | 0 | 3 | 3 | 2  | 7  | –5 |

|                 | BON | DCA | FRI | RES |
| --------------- | --- | --- | --- | --- |
| Bonsucesso      | –   | 2–0 | 2–0 | 1–3 |
| Duque de Caxias | 0–0 | –   | 0–2 | 1–1 |
| Friburguense    | 1–0 | 1–1 | –   | 0–0 |
| Resende         | 2–0 | 1–0 | 1–1 | –   |

## Segunda fase

### Grupo E
| Pos | Equipe        | Pts | J | V | E | D | GP | GC | SG |
| --- | ------------- | --- | - | - | - | - | -- | -- | -- |
| 1   | Boavista-RJ   | 15  | 6 | 5 | 0 | 1 | 17 | 15 | +2 |
| 2   | Friburguense  | 9   | 6 | 3 | 0 | 3 | 10 | 11 | –1 |
| 3   | Volta Redonda | 7   | 6 | 2 | 1 | 3 | 7  | 7  | 0  |
| 4   | Macaé         | 4   | 6 | 1 | 1 | 4 | 9  | 10 | –1 |

|               | BOA | FRI | MAC | VOL |
| ------------- | --- | --- | --- | --- |
| Boavista-RJ   | –   | 5–2 | 3–2 | 3–2 |
| Friburguense  | 3–4 | –   | 3–1 | 1–0 |
| Macaé         | 5–0 | 0–1 | –   | 0–2 |
| Volta Redonda | 1–2 | 1–0 | 1–1 | –   |

### Grupo F
| Pos | Equipe    | Pts | J | V | E | D | GP | GC | SG |
| --- | --------- | --- | - | - | - | - | -- | -- | -- |
| 1   | Resende   | 12  | 6 | 3 | 3 | 0 | 7  | 4  | +3 |
| 2   | Madureira | 9   | 6 | 3 | 0 | 3 | 7  | 7  | 0  |
| 3   | America   | 8   | 6 | 2 | 2 | 2 | 6  | 5  | +1 |
| 4   | Bangu     | 4   | 6 | 1 | 1 | 4 | 4  | 8  | –4 |

|           | AME | BAN | MAD | RES |
| --------- | --- | --- | --- | --- |
| America   | –   | 1–2 | 1–0 | 0–0 |
| Bangu     | 0–2 | –   | 0–1 | 1–1 |
| Madureira | 2–1 | 2–1 | –   | 0–1 |
| Resende   | 1–1 | 1–0 | 3–2 | –   |

## Fases Finais
Em itálico, os times que possuem o mando de campo no primeiro jogo do confronto e em negrito os times classificados. Os mandos de campo são definidos de acordo com o índice técnico.
|  | Semifinais   | Semifinais | Semifinais | Semifinais |       |           | Final | Final | Final | Final |
|  |              |            |            |            |       |           |       |       |       |       |
|  | Madureira    | 0          | 1          | 1 (3)      |       |           |       |       |       |       |
|  | Boavista-RJ  | 1          | 0          | 1 (2)      |       |           |       |       |       |       |
|  | Boavista-RJ  | 1          | 0          | 1 (2)      |       | Madureira | 1     | 0     | 1 (1) |       |
|  |              |            |            |            |       | Madureira | 1     | 0     | 1 (1) |       |
|  |              | Resende    | 0          | 1          | 1 (3) |           |       |       |       |       |
|  | Friburguense | Resende    | 0          | 1          | 1 (3) | 1         | 0     | 1 (7) |       |       |
|  | Friburguense |            |            |            |       | 1         | 0     | 1 (7) |       |       |
|  | Resende      | 0          | 1          | 1 (8)      |       |           |       |       |       |       |

### Semifinais

#### Primeiro jogo
| 15 de novembro | Madureira | 0 – 1 | Boavista-RJ |  |
| 16:00          |           |       |             |  |

| 15 de novembro | Friburguense | 1 – 0 | Resende |  |
| 16:00          |              |       |         |  |

#### Segundo jogo
| 19 de novembro | Boavista-RJ | 0 – 1 | Madureira |  |
| 16:00          |             |       |           |  |

|  |       | Penalidades |
|  | 2 – 3 |             |

| 19 de novembro | Resende | 1 – 0 | Friburguense |  |
| 16:00          |         |       |              |  |

|  |       | Penalidades |
|  | 8 – 7 |             |

### Final

#### Primeiro jogo
| 22 de novembro | Madureira | 1 – 0 | Resende |  |
| 16:30          |           |       |         |  |

#### Segundo jogo
| 30 de novembro | Resende      | 1 – 0 | Madureira | Estádio do Trabalhador, Resende           |
| 16:00          | Arthur 90+5' |       |           | Público: 279 Árbitro: Rodrigo Nunes de Sá |

|                        |       | Penalidades                         |  |
| Marcel Lucas Léo Silva | 3 – 1 | Victor Bolt Douglas Caé Ryan Gilson |  |

## Premiação
| Copa Rio 2014                             |
| ----------------------------------------- |
| Resende Futebol Clube Campeão (1º título) |

## Classificação geral
| Pos | Times           | Pts | J  | V | E | D | GP | GC | SG  | Classificação                                             |
| --- | --------------- | --- | -- | - | - | - | -- | -- | --- | --------------------------------------------------------- |
| 1   | Resende         | 30  | 16 | 8 | 6 | 2 | 17 | 9  | +8  | Campeão e classificado para a Série D de 2015             |
| 2   | Madureira       | 26  | 16 | 8 | 2 | 6 | 20 | 15 | +5  | Vice-campeão e classificado para a Copa do Brasil de 2015 |
| 3   | Boavista-RJ     | 28  | 14 | 9 | 1 | 4 | 31 | 23 | +8  | Eliminados na terceira fase                               |
| 4   | Friburguense    | 21  | 14 | 6 | 3 | 5 | 16 | 16 | 0   | Eliminados na terceira fase                               |
| 5   | Volta Redonda   | 24  | 14 | 7 | 3 | 4 | 20 | 17 | +3  | Eliminados na segunda fase                                |
| 6   | America         | 22  | 14 | 6 | 4 | 4 | 24 | 11 | +13 | Eliminados na segunda fase                                |
| 7   | Macaé           | 17  | 12 | 5 | 2 | 5 | 22 | 14 | +8  | Eliminados na segunda fase                                |
| 8   | Bangu           | 15  | 12 | 4 | 3 | 5 | 14 | 13 | +1  | Eliminados na segunda fase                                |
| 9   | Audax Rio       | 13  | 8  | 4 | 1 | 3 | 14 | 10 | +4  | Eliminados na primeira fase                               |
| 10  | Nova Iguaçu     | 12  | 8  | 3 | 3 | 2 | 9  | 9  | 0   | Eliminados na primeira fase                               |
| 11  | Ceres           | 8   | 6  | 2 | 2 | 2 | 4  | 6  | –2  | Eliminados na primeira fase                               |
| 12  | Bonsucesso      | 7   | 6  | 2 | 1 | 3 | 6  | 7  | –1  | Eliminados na primeira fase                               |
| 13  | Barra da Tijuca | 7   | 6  | 2 | 1 | 3 | 8  | 11 | –3  | Eliminados na primeira fase                               |
| 14  | Queimados FC    | 4   | 6  | 1 | 1 | 4 | 3  | 12 | –9  | Eliminados na primeira fase                               |
| 15  | Campo Grande    | 3   | 6  | 1 | 0 | 5 | 5  | 16 | –11 | Eliminados na primeira fase                               |
| 16  | Duque de Caxias | 3   | 6  | 0 | 3 | 3 | 2  | 7  | –4  | Eliminados na primeira fase                               |
| 17  | Duquecaxiense   | 0   | 8  | 0 | 0 | 8 | 3  | 22 | –19 | Eliminados na primeira fase                               |